# Strigamia caucasia
Strigamia caucasia är en mångfotingart som först beskrevs av Karl Wilhelm Verhoeff 1938.  Strigamia caucasia ingår i släktet Strigamia och familjen spoljordkrypare. Inga underarter finns listade i Catalogue of Life.